# Symfonie nr. 88 (Haydn)
De Symfonie nr. 88 is een symfonie van Joseph Haydn, voltooid in 1787. Het is een van de bekendste werken van Haydn, hoewel de symfonie geen bijnaam heeft gekregen.

## Bezetting
- Fluiten
- 2 hobo's
- 2 fagotten
- 2 hoorns
- 2 trompetten
- Pauken
- Strijkers
- Klavecimbel

## Delen
Het werk bestaat uit vier delen:
1. Adagio - Allegro
2. Largo
3. Menuetto: Allegretto
4. Finale: Allegro con spirito

## Trivia
- De religruse van deze symfonie werd door gitarist Paul Gilbert gecoverd op zijn instrumentale cd Get Out of My Yard (2000).

1 · 2 · 3 · 4 · 5 · 6 (Le Matin) · 7 (Le Midi) · 8 (Le Soir) · 9 · 10 · 11 · 12 · 13 · 14 · 15 · 16 · 17 · 18 · 19 · 20 · 21 · 22 (De Filosoof) · 23 · 24 · 25 · 26 (Lamentatione) · 27 · 28 · 29 · 30 (Halleluja) · 31 (Hoornsignaal) · 32 · 33 · 34 · 35 · 36 · 37 · 38 (Echo) · 39 · 40 · 41 · 42 · 43 (Mercurius) · 44 (Treursymfonie) · 45 (Afscheidssymfonie) · 46 · 47 (Palindroom) · 48 (Maria Theresia) · 49 (La Passione) · 50 · 51 · 52 · 53 (L'Impériale) · 54 · 55 (De schoolmeester) · 56 · 57 · 58 · 59 (Vuursymfonie) · 60 (Il distratto) · 61 · 62 · 63 (La Roxelane) · 64 (Tempora mutantur) · 65 · 66 · 67 · 68 · 69 (Laudon) · 70 · 71 · 72 · 73 (La chasse) · 74 · 75 · 76 · 77 · 78 · 79 · 80 · 81

88 · 89 · 90 · 91 · 92 (Oxford)

- Bibliothèque nationale de France: cb14844649w (data)
- Gemeinsame Normdatei: 300808267
- Library of Congress Control Number: n82099704
- MusicBrainz work: a082d6c0-0aa0-4c00-a2db-cc83c3f57e1f
- Nationale Bibliotheek van Israël: 987007439095105171
- Virtual International Authority File: 293507801